# آزوسا ایتاگاکی
آزوسا ایتاگاکی (انگلیسی: Azusa Itagaki؛ زاده ۲۳ نوامبر ۱۹۸۸) یک بازیگر پورنوگرافی اهل ژاپن است.